# Pedro Paulinho
Pedro Miguel Moreira Paulinho, nascido em 27 de maio de 1990, é um ciclista português, membro da equipa Efapel.

## Biografia
Pedro Paulinho é saído de uma família de ciclistas. O seu pai Jacinto foi corredor ciclista profissional nos anos 1980. O seus dois irmãos Cláudio e Sérgio (vice-campeão olímpico em 2004) são igualmente antigos profissionais

## Palmarés
- 2006
  -  Campeão de Portugal de contrarrelógio cadetes
  - 3.º do Campeonato de Portugal em estrada cadetes
- 2008
  - 3.º do Campeonato de Portugal em estrada juniores
- 2010
  - Prólogo (contrarrelógio por equipas) e 4.º etapa da Volta a Portugal do Futuro
  - 4.º etapa da Volta da Madeira
  - 2.º do Campeonato de Portugal em estrada esperanças
  - 3.º do Campeonato de Portugal em contrarrelógio esperanças
- 2011
  - 2.º etapa da Volta a Portugal do Futuro
- 2012
  -  Campeão de Portugal em estrada esperanças
- 2013
  - 4.º etapa da Volta a Portugal do Futuro

### Classificações mundiais
| Ano             | 2015  |
| UCI Europe Tour | 581.º |

### Palmarés em pista Campeonato de Portugal
- 2012
  -  Campeão de Portugal da carreira aos pontos esperanças